# Coupe de France féminine de handball 2024-2025
Navigation
2023-2024 2025-2026
La Coupe de France 2024-2025 est la 32e édition de la Coupe de France féminine de handball, compétition à élimination directe mettant aux prises des clubs de handball amateurs et professionnels affiliés à la Fédération française de handball.
La compétition est remportée pour la 13e fois par le Metz Handball après sa nette victoire 32 à 18 en finale face au Paris 92.

## Déroulement de la compétition
La compétition, réservée aux équipes premières des clubs évoluant dans les deux premières divisions nationales, se déroule sur sept tours dont la finale à Paris. En cas d'opposition entre un club de D2 et un club de D1, celui de D2 jouera à domicile, quel que soit l’ordre du tirage.
| Tour                | Tirage au sort  | Date des matchs                      | Qualifiés | Entrants                                       | Participants |
| ------------------- | --------------- | ------------------------------------ | --------- | ---------------------------------------------- | ------------ |
| Phase de groupes    | Tirage intégral | 7 septembre 2024 au 17 novembre 2024 | -         | 13 clubs de D2 + 10 clubs non-européens de LBE | 23           |
| Huitièmes de finale | Tirage intégral | 11 ou 12 janvier 2025                | 8         | -                                              | 8            |
| Quarts de finale    | Tirage intégral | 1er ou 2 mars 2025                   | 4         | 4 clubs européens 2024-2025                    | 8            |
| Demi-finales        | Tirage intégral | 5 ou 6 avril 2025                    | 4         | -                                              | 4            |
| Finale              | Tirage intégral | 17 mai 2025                          | 2         | -                                              | 2            |

## Phases de poule
Les 13 clubs de D2 ainsi que les 10 clubs non-européens de LBE débutent la compétition par une phase de poules. Les équipes :

### Poule A
|   | Équipe                    | Pts | J | G | N | P | Bp | Bc | Diff | Dép |  | Résultats (dom.\ext.)     | Cel.  | Mér.  | Bèg.  |
| - | ------------------------- | --- | - | - | - | - | -- | -- | ---- | --- |  | ------------------------- | ----- | ----- | ----- |
| 1 | Mérignac Handball (LBE)   | 6   | 2 | 2 | 0 | 0 | 60 | 45 | 15   | /   |  | Mérignac Handball (LBE)   |       | 31-20 |       |
| 2 | HBC Celles-sur-Belle (D2) | 4   | 2 | 1 | 0 | 1 | 49 | 56 | -7   | /   |  | HBC Celles-sur-Belle (D2) |       |       | 29-25 |
| 3 | CA Bègles (D2)            | 2   | 2 | 0 | 0 | 2 | 50 | 58 | -8   | /   |  | CA Bègles (D2)            | 25-29 |       |       |

### Poule B
|   | Équipe                  | Pts | J | G | N | P | Bp | Bc | Diff | Dép |  | Résultats (dom.\ext.)   | SPUC  | Cle. | Ber.  |
| - | ----------------------- | --- | - | - | - | - | -- | -- | ---- | --- |  | ----------------------- | ----- | ---- | ----- |
| 1 | HB Clermont AM 63 (D2)  | 6   | 2 | 2 | 0 | 0 | 50 | 44 | 6    | /   |  | HB Clermont AM 63 (D2)  |       |      | 26-21 |
| 2 | Stade pessacais UC (D2) | 4   | 2 | 1 | 0 | 1 | 58 | 48 | 10   | /   |  | Stade pessacais UC (D2) | 23-24 |      |       |
| 3 | Bergerac 2P HB (D2)     | 2   | 2 | 0 | 0 | 2 | 45 | 61 | -16  | /   |  | Bergerac 2P HB (D2)     | 24-35 |      |       |

### Poule C
|   | Équipe                       | Pts | J | G | N | P | Bp | Bc | Diff | Dép |  | Résultats (dom.\ext.)        | Cha.  | Nan.  | St-G. |
| - | ---------------------------- | --- | - | - | - | - | -- | -- | ---- | --- |  | ---------------------------- | ----- | ----- | ----- |
| 1 | Chambray Touraine HB (LBE)   | 6   | 2 | 2 | 0 | 0 | 61 | 37 | 24   | /   |  | Chambray Touraine HB (LBE)   |       | 30-17 |       |
| 2 | Saint-Grégoire RMHB (D2)     | 4   | 2 | 1 | 0 | 1 | 41 | 50 | -9   | /   |  | Saint-Grégoire RMHB (D2)     | 20-31 |       |       |
| 3 | Nantes Handball Féminin (D2) | 2   | 2 | 0 | 0 | 2 | 36 | 51 | -15  | /   |  | Nantes Handball Féminin (D2) |       |       | 19-21 |

### Poule D
|   | Équipe                  | Pts  | J | G | N | P | Bp | Bc | Diff | Dép |  | Résultats (dom.\ext.)   | Nice | PdC   | Bou.  |
| - | ----------------------- | ---- | - | - | - | - | -- | -- | ---- | --- |  | ----------------------- | ---- | ----- | ----- |
| 1 | OGC Nice CA HB (LBE)    | 6    | 2 | 2 | 0 | 0 | 60 | 29 | 31   | /   |  | OGC Nice CA HB (LBE)    |      | 40-29 |       |
| 2 | HB Plan-de-Cuques (LBE) | 4    | 2 | 1 | 0 | 1 | 67 | 63 | 4    | /   |  | HB Plan-de-Cuques (LBE) |      |       | 38-23 |
| 3 | Bouillargues HB NM (D2) | 1 -1 | 2 | 0 | 0 | 2 | 23 | 58 | -35  | /   |  | Bouillargues HB NM (D2) | 0-20 |       |       |

1. ↑  Défaits sur le score de 24-31 par l'OGC Nice CA HB, le Bouillargues HB NM se voit perdre le match par pénalité pour avoir inscrit une joueuse non qualifiée à la date du match [1].
2. ↑  Défaits sur le score de 24-31 par l'OGC Nice CA HB, le Bouillargues HB NM se voit perdre le match par pénalité pour avoir inscrit une joueuse non qualifiée à la date du match [2].

### Poule E
|   | Équipe                   | Pts | J | G | N | P | Bp | Bc | Diff | Dép |  | Résultats (dom.\ext.)    | Toul. | Le P. | ASUL  |
| - | ------------------------ | --- | - | - | - | - | -- | -- | ---- | --- |  | ------------------------ | ----- | ----- | ----- |
| 1 | Toulon MV HB (LBE)       | 6   | 2 | 2 | 0 | 0 | 70 | 43 | 27   | /   |  | Toulon MV HB (LBE)       |       |       | 33-15 |
| 2 | Le Pouzin HB 07 (D2)     | 4   | 2 | 1 | 0 | 1 | 53 | 59 | -6   | /   |  | Le Pouzin HB 07 (D2)     | 28-37 |       |       |
| 3 | ASUL Vaulx-en-Velin (D2) | 2   | 2 | 0 | 0 | 2 | 37 | 58 | -21  | /   |  | ASUL Vaulx-en-Velin (D2) |       | 22-25 |       |

### Poule F
|   | Équipe                   | Pts | J | G | N | P | Bp | Bc | Diff | Dép |  | Résultats (dom.\ext.)    | Stel  | Sam.  | HAC   |
| - | ------------------------ | --- | - | - | - | - | -- | -- | ---- | --- |  | ------------------------ | ----- | ----- | ----- |
| 1 | Stella Saint-Maur (LBE)  | 5   | 2 | 1 | 1 | 0 | 53 | 49 | 4    | /   |  | Stella Saint-Maur (LBE)  |       |       | 30-26 |
| 2 | Sambre Avesnois HB (LBE) | 5   | 2 | 1 | 1 | 0 | 54 | 51 | 3    | /   |  | Sambre Avesnois HB (LBE) | 23-23 |       |       |
| 3 | Le Havre AC (D2)         | 2   | 1 | 0 | 0 | 2 | 54 | 61 | -7   | /   |  | Le Havre AC (D2)         |       | 28-31 |       |

### Poule G
|   | Équipe                     | Pts | J | G | N | P | Bp | Bc | Diff | Dép |  | Résultats (dom.\ext.)      | St-A. | Lomme |
| - | -------------------------- | --- | - | - | - | - | -- | -- | ---- | --- |  | -------------------------- | ----- | ----- |
| 1 | Saint-Amand Handball (LBE) | 5   | 2 | 1 | 1 | 0 | 57 | 50 | 7    | /   |  | Saint-Amand Handball (LBE) |       | 25-25 |
| 2 | Lomme Lille MH (D2)        | 3   | 2 | 0 | 1 | 1 | 50 | 57 | -7   | /   |  | Lomme Lille MH (D2)        | 25-32 |       |

### Poule H
|   | Équipe                   | Pts | J | G | N | P | Bp | Bc | Diff | Dép |  | Résultats (dom.\ext.)    | ESBF  | SAT   | Pal.  |
| - | ------------------------ | --- | - | - | - | - | -- | -- | ---- | --- |  | ------------------------ | ----- | ----- | ----- |
| 1 | ES Besançon (LBE)        | 6   | 2 | 2 | 0 | 0 | 69 | 51 | 18   | /   |  | ES Besançon (LBE)        |       |       | 35-24 |
| 2 | Strasbourg ATH (LBE)     | 4   | 2 | 1 | 0 | 1 | 52 | 59 | -7   | /   |  | Strasbourg ATH (LBE)     | 27-34 |       |       |
| 3 | Palente Besançon HB (D2) | 2   | 2 | 0 | 0 | 2 | 48 | 60 | -12  | /   |  | Palente Besançon HB (D2) |       | 24-25 |       |

### Huitièmes de finale
Les premier de chaque groupe s'affrontent pour accéder au tour suivant. Tirage au sort intégral sans protection. Le premier tiré reçoit.
| 11 janvier 2025 19h00 | ES Besançon (LBE) | 28 – 27 | OGC Nice CA HB (LBE) | Palais des sports Ghani-Yalouz, Besançon |
| 11 janvier 2025 19h00 | (11-17)           |         |                      | Palais des sports Ghani-Yalouz, Besançon |
| 11 janvier 2025 19h00 | FFHandball        |         |                      | Palais des sports Ghani-Yalouz, Besançon |

| 11 janvier 2025 20h00 | Chambray Touraine HB (LBE) | 30 – 32 | Toulon MV HB (LBE) | Gymnase de la Fontaine Blanche, Chambray-lès-Tours |
| 11 janvier 2025 20h00 | (16-15)                    |         |                    | Gymnase de la Fontaine Blanche, Chambray-lès-Tours |
| 11 janvier 2025 20h00 | FFHandball                 |         |                    | Gymnase de la Fontaine Blanche, Chambray-lès-Tours |

| 11 janvier 2025 19h00 | Mérignac Handball (LBE) | 41 – 24 | HB Clermont AM 63 (D2) | Salle Pierre de Coubertin, Mérignac |
| 11 janvier 2025 19h00 | (17-12)                 |         |                        | Salle Pierre de Coubertin, Mérignac |
| 11 janvier 2025 19h00 | FFHandball              |         |                        | Salle Pierre de Coubertin, Mérignac |

| 11 janvier 2025 20h30 | Stella Saint-Maur (LBE) | 26 – 31 | Saint-Amand Handball (LBE) | Centre sportif Pierre Brossolette, Saint-Maur-des-Fossés |
| 11 janvier 2025 20h30 | (13-16)                 |         |                            | Centre sportif Pierre Brossolette, Saint-Maur-des-Fossés |
| 11 janvier 2025 20h30 | FFHandball              |         |                            | Centre sportif Pierre Brossolette, Saint-Maur-des-Fossés |

## Phase finale
|  | Quart de finales                   | Quart de finales                   | Quart de finales                   | Quart de finales                   |                         |                         | Demi-finales                      | Demi-finales                      | Demi-finales                      | Demi-finales                      |  |  | Finale                   | Finale                   | Finale                   | Finale                   |
|  |                                    |                                    |                                    |                                    |                         |                         |                                   |                                   |                                   |                                   |  |  |                          |                          |                          |                          |
|  | 1er mars 2025, Issy-les-Moulineaux | 1er mars 2025, Issy-les-Moulineaux | 1er mars 2025, Issy-les-Moulineaux | 1er mars 2025, Issy-les-Moulineaux |                         |                         | 5 avril 2025, Issy-les-Moulineaux | 5 avril 2025, Issy-les-Moulineaux | 5 avril 2025, Issy-les-Moulineaux | 5 avril 2025, Issy-les-Moulineaux |  |  | 17 mai 2025, POPB, Paris | 17 mai 2025, POPB, Paris | 17 mai 2025, POPB, Paris | 17 mai 2025, POPB, Paris |
|  | 1er mars 2025, Issy-les-Moulineaux | 1er mars 2025, Issy-les-Moulineaux | 1er mars 2025, Issy-les-Moulineaux | 1er mars 2025, Issy-les-Moulineaux |                         |                         | 5 avril 2025, Issy-les-Moulineaux | 5 avril 2025, Issy-les-Moulineaux | 5 avril 2025, Issy-les-Moulineaux | 5 avril 2025, Issy-les-Moulineaux |  |  | 17 mai 2025, POPB, Paris | 17 mai 2025, POPB, Paris | 17 mai 2025, POPB, Paris | 17 mai 2025, POPB, Paris |
|  | Paris 92                           | Paris 92                           | 27                                 | 27                                 |                         |                         | 5 avril 2025, Issy-les-Moulineaux | 5 avril 2025, Issy-les-Moulineaux | 5 avril 2025, Issy-les-Moulineaux | 5 avril 2025, Issy-les-Moulineaux |  |  | 17 mai 2025, POPB, Paris | 17 mai 2025, POPB, Paris | 17 mai 2025, POPB, Paris | 17 mai 2025, POPB, Paris |
|  | Paris 92                           | Paris 92                           | 27                                 | 27                                 |                         |                         | 5 avril 2025, Issy-les-Moulineaux | 5 avril 2025, Issy-les-Moulineaux | 5 avril 2025, Issy-les-Moulineaux | 5 avril 2025, Issy-les-Moulineaux |  |  | 17 mai 2025, POPB, Paris | 17 mai 2025, POPB, Paris | 17 mai 2025, POPB, Paris | 17 mai 2025, POPB, Paris |
|  | Saint-Amand Handball               | Saint-Amand Handball               | 25                                 | 25                                 |                         |                         | 5 avril 2025, Issy-les-Moulineaux | 5 avril 2025, Issy-les-Moulineaux | 5 avril 2025, Issy-les-Moulineaux | 5 avril 2025, Issy-les-Moulineaux |  |  | 17 mai 2025, POPB, Paris | 17 mai 2025, POPB, Paris | 17 mai 2025, POPB, Paris | 17 mai 2025, POPB, Paris |
|  | Saint-Amand Handball               | Saint-Amand Handball               | 25                                 | 25                                 | Paris 92                | Paris 92                | 26                                | 26                                |                                   |                                   |  |  | 17 mai 2025, POPB, Paris | 17 mai 2025, POPB, Paris | 17 mai 2025, POPB, Paris | 17 mai 2025, POPB, Paris |
|  | 1er mars 2025, Toulon              |                                    |                                    |                                    | Paris 92                | Paris 92                | 26                                | 26                                |                                   |                                   |  |  | 17 mai 2025, POPB, Paris | 17 mai 2025, POPB, Paris | 17 mai 2025, POPB, Paris | 17 mai 2025, POPB, Paris |
|  |                                    |                                    | Toulon MV HB                       | Toulon MV HB                       | 24                      | 24                      |                                   |                                   |                                   |                                   |  |  | 17 mai 2025, POPB, Paris | 17 mai 2025, POPB, Paris | 17 mai 2025, POPB, Paris | 17 mai 2025, POPB, Paris |
|  | Toulon MV HB                       | Toulon MV HB                       | Toulon MV HB                       | Toulon MV HB                       | 24                      | 24                      | 31                                | 31                                |                                   |                                   |  |  | 17 mai 2025, POPB, Paris | 17 mai 2025, POPB, Paris | 17 mai 2025, POPB, Paris | 17 mai 2025, POPB, Paris |
|  | Toulon MV HB                       | Toulon MV HB                       | 5 avril 2025, Brest                |                                    |                         |                         | 31                                | 31                                |                                   |                                   |  |  | 17 mai 2025, POPB, Paris | 17 mai 2025, POPB, Paris | 17 mai 2025, POPB, Paris | 17 mai 2025, POPB, Paris |
|  | Mérignac Handball                  | Mérignac Handball                  | 30                                 | 30                                 |                         |                         |                                   |                                   |                                   |                                   |  |  | 17 mai 2025, POPB, Paris | 17 mai 2025, POPB, Paris | 17 mai 2025, POPB, Paris | 17 mai 2025, POPB, Paris |
|  | Mérignac Handball                  | Mérignac Handball                  | 30                                 | 30                                 | Paris 92                | Paris 92                | 18                                | 18                                |                                   |                                   |  |  |                          |                          |                          |                          |
|  | 1er mars 2025, Dijon               |                                    |                                    |                                    | Paris 92                | Paris 92                | 18                                | 18                                |                                   |                                   |  |  |                          |                          |                          |                          |
|  |                                    |                                    | Metz Handball                      | Metz Handball                      | 32                      | 32                      |                                   |                                   |                                   |                                   |  |  |                          |                          |                          |                          |
|  | JDA Bourgogne Dijon                | JDA Bourgogne Dijon                | Metz Handball                      | Metz Handball                      | 32                      | 32                      | 22                                | 22                                |                                   |                                   |  |  |                          |                          |                          |                          |
|  | JDA Bourgogne Dijon                | JDA Bourgogne Dijon                |                                    |                                    |                         |                         |                                   |                                   |                                   |                                   |  |  |                          |                          |                          |                          |
|  | Brest Bretagne Handball            | Brest Bretagne Handball            | 42                                 | 42                                 |                         |                         |                                   |                                   |                                   |                                   |  |  |                          |                          |                          |                          |
|  | Brest Bretagne Handball            | Brest Bretagne Handball            | 42                                 | 42                                 | Brest Bretagne Handball | Brest Bretagne Handball | 31                                | 31                                |                                   |                                   |  |  |                          |                          |                          |                          |
|  | 1er mars 2025, Metz                |                                    |                                    |                                    | Brest Bretagne Handball | Brest Bretagne Handball | 31                                | 31                                |                                   |                                   |  |  |                          |                          |                          |                          |
|  |                                    |                                    | Metz Handball                      | Metz Handball                      | 35                      | 35                      |                                   |                                   |                                   |                                   |  |  |                          |                          |                          |                          |
|  | Metz Handball                      | Metz Handball                      | Metz Handball                      | Metz Handball                      | 35                      | 35                      | 31                                | 31                                |                                   |                                   |  |  |                          |                          |                          |                          |
|  | Metz Handball                      | Metz Handball                      |                                    |                                    |                         |                         |                                   | 31                                |                                   |                                   |  |  |                          |                          |                          |                          |
|  | ES Besançon                        | ES Besançon                        | 24                                 | 24                                 |                         |                         |                                   |                                   |                                   |                                   |  |  |                          |                          |                          |                          |
|  | ES Besançon                        | ES Besançon                        | 24                                 | 24                                 |                         |                         |                                   |                                   |                                   |                                   |  |  |                          |                          |                          |                          |
|  |                                    |                                    |                                    |                                    |                         |                         |                                   |                                   |                                   |                                   |  |  |                          |                          |                          |                          |

( ) = Tirs au but; ; * = Equipe qui reçoit

### Quarts de finale
Les quatre équipes victorieuses du tour précédent sont rejointes par les quatre équipes ayant pris part à une coupe d'Europe : 
- le Metz Handball et le Brest Bretagne Handball en Ligue des champions,
- Paris 92 et le JDA Bourgogne Dijon en Ligue européenne.

Tirage au sort intégral sans protection. Le premier tiré reçoit.
| 1er mars 2025 20h00 | Paris 92          | 27 – 25    | Saint-Amand Handball | Palais des sports Robert-Charpentier, Issy-les-Moulineaux |
| 1er mars 2025 20h00 | Jannela Blonbou 5 | (14-11)    | Hrvatin et Pascoal 5 | Palais des sports Robert-Charpentier, Issy-les-Moulineaux |
| 1er mars 2025 20h00 | ×0 ×2             | FFHandball | ×1 ×4                | Palais des sports Robert-Charpentier, Issy-les-Moulineaux |

| 1er mars 2025 20h45 | Toulon MV HB     | 31 – 30    | Mérignac Handball | Palais des sports Jauréguiberry, Toulon |
| 1er mars 2025 20h45 | Manon Lachaize 6 | (15-12)    | Enola Borg 7      | Palais des sports Jauréguiberry, Toulon |
| 1er mars 2025 20h45 | ×0 ×2            | FFHandball | ×2 ×1             | Palais des sports Jauréguiberry, Toulon |

| 1er mars 2025 20h00 | JDA Bourgogne Dijon | 22 – 42    | Brest Bretagne Handball | Palais des sports Jean-Michel-Geoffroy, Dijon |
| 1er mars 2025 20h00 | Celine Sivertsen 6  | (10-20)    | Méline Nocandy 9        | Palais des sports Jean-Michel-Geoffroy, Dijon |
| 1er mars 2025 20h00 | ×0 ×5               | FFHandball | ×0 ×1                   | Palais des sports Jean-Michel-Geoffroy, Dijon |

| 1er mars 2025 18h00 | Metz Handball     | 31 – 24    | ES Besançon      | Complexe Saint-Symphorien, Longeville-lès-Metz |
| 1er mars 2025 18h00 | Zaliata Mlamali 7 | (15-12)    | trois joueuses 4 | Complexe Saint-Symphorien, Longeville-lès-Metz |
| 1er mars 2025 18h00 | ×0 ×3             | FFHandball | ×2 ×3            | Complexe Saint-Symphorien, Longeville-lès-Metz |

### Demi-finales
Tirage au sort intégral sans protection. Le premier tiré reçoit.
| 4 avril 2025 19h30 | Paris 92               | 26 – 24    | Toulon MV HB     | PS Robert-Charpentier, Issy-les-Moulineaux Arbitrage : Pajot et Pajot |
| 4 avril 2025 19h30 | Sagna et Prouvensier 5 | (12-13)    | trois joueuses 5 | PS Robert-Charpentier, Issy-les-Moulineaux Arbitrage : Pajot et Pajot |
| 4 avril 2025 19h30 | ×1                     | FFHandball | ×1               | PS Robert-Charpentier, Issy-les-Moulineaux Arbitrage : Pajot et Pajot |

| 5 avril 2025 18h00 | Brest Bretagne Handball | 31 – 35    | Metz Handball   | Brest Arena, Brest Arbitrage : Picard, Vauchez |
| 5 avril 2025 18h00 | Anna Viakhireva 9       | (15-18)    | Lucie Granier 6 | Brest Arena, Brest Arbitrage : Picard, Vauchez |
| 5 avril 2025 18h00 | ×0 ×5                   | FFHandball | ×1 ×4           | Brest Arena, Brest Arbitrage : Picard, Vauchez |

### Finale
La finale se déroule le 17 mai 2025 au palais omnisports de Paris-Bercy (Accor Arena) :
| 17 mai 2025 19h30 | Metz Handball        | 32 – 18    | Paris 92        | POPB (Accor Arena), Paris Arbitrage : Carmaux, Diar |
| 17 mai 2025 19h30 | Jacques et Bouktit 6 | (16-10)    | Coura Kanouté 4 | POPB (Accor Arena), Paris Arbitrage : Carmaux, Diar |
| 17 mai 2025 19h30 | ×0 ×2                | FFHandball | ×0 ×5           | POPB (Accor Arena), Paris Arbitrage : Carmaux, Diar |

### Autres finales
Conjointement avec celle de Coupe de France nationale féminine, neuf autres finales des Coupes de France ont lieu les 17 et 18 mai 2025. Parmi celles-ci, on trouve :
| Catégorie       | Date                | Club recevant                                     | Score      | Club visiteur                                  |
| --------------- | ------------------- | ------------------------------------------------- | ---------- | ---------------------------------------------- |
| Nationale masc. | 18 mai 2025 à 17h00 | Montpellier Handball (D1)                         | 36tab – 35 | Paris Saint-Germain (D1)                       |
| Fédérale        | 18 mai 2025 à 14h30 | USAM Nîmes Gard (N1)                              | 34 – 28    | SHBC La Motte-Servolex (N1)                    |
| Régionale       | 17 mai 2025 à 15h00 | Aunis HB La Rochelle-Périgny (N3, Nlle-Aquitaine) | 24 – 31    | AS Pagny-sur-Moselle (Prén., Grand Est)        |
| Départementale  | 17 mai 2025 à 11h00 | CS Marguerittes Handball (D1, Gard)               | 28 – 22    | USM Villeparisis Handball (D1, Seine-et-Marne) |

## Vainqueur
| Vainqueur de la Coupe de France 2024-2025 Metz Handball 13e victoire |

## Nombre d'équipes par division et par tour
| Divisions / Manches     | Phase de groupes | Huitièmes de finale | Quarts de finale | Demi- finales | Finale |
| ----------------------- | ---------------- | ------------------- | ---------------- | ------------- | ------ |
| Clubs LBE européens     | non présents     | non présents        | 4                | 3             | 1      |
| Clubs LBE non-européens | 10               | 7                   | 4                | 1             | 1      |
| Clubs D2 VAP            | 3                | 0                   | 0                | 0             | 0      |
| Clubs D2 non-VAP        | 10               | 1                   | 0                | 0             | 0      |
| Total                   | 22               | 6                   | 8                | 4             | 2      |